# Bibelflise
En bibelflise er en flise med et bibelsk motiv. De kendes især fra de frisiske områder i Nederlandene (Frisland), det nuværende Tyskland (Øst-Frisland og Nordfrisland) og det sydvestlige Jylland i Danmark. 
Fliserne med motiverne fra det gamle og nye testamente menes at være opstået i Nederlandene og har været kendt siden det tidlige 1700-tal. Det var i 1700-tallet først og fremmest købmænd, kaptajner og velhavende bønder, som investerede i fliserne. Var fliserne i begyndelsen et kostbart vægsmykke, blev de i slutningen af 1700- og i 1800-tallet til en massevare. I Nederlandene oprettedes en række manufakturer med en seriemæssige produktion af bibelfliserne. Samtidig var bibelfliserne udtryk for folkelig fromhed. Der kendes cirka 600 flisemotiver. Fliserne er i dag  efterspurgte samlerobjekter.

## Galleri
- Bibelfliser i museet Kongepesel på Hallig Hoge i Nordfrisland / Sydslesvig
- Enkelte fliser fra Hoge
- Nærbillede af bibelflise på Schloss Bothmer i Mecklenburg